# Деров, Артемий Иванович
Арте́мий Ива́нович Дёров (1856, Владимирская губерния — 1921, Москва) — павлодарский купец 1-й гильдии, меценат, почётный гражданин Павлодара.

## Биография
Родился в 1856 году во Владимирской губернии. В начале 1870-х годов среди других переселенцев из великорусских губерний попал в Павлодарский уезд. Устроился на работу у местного купца. Был назначен приказчиком, а затем стал зятем этого самого купца — С. Козьмина. В 1876 году стал купцом 2-й гильдии, в 1886 году — 1-й гильдии, его оборотный капитал составлял 1 миллион 700 тысяч рублей. К тому времени он являлся владельцем кирпичных заводов.
В 1886—1896 годах избирался городским головой, то есть возглавлял городское самоуправление.
В конце 1880-х годов построил над Святым ключом (Семипалатинск) деревянную часовню.
В 1892 году на пожертвования его и прочих меценатов города была построена общественная библиотека.
В 1896 году — первый почётный гражданин города Павлодара, попечитель и благотворитель многих учреждений и обществ, предприниматель, акционер и коммерсант, почётный председатель Павлодарского комитета «Красного креста», «Общества трезвости», почётный мировой судья. Построил городское училище (ныне педагогический колледж), торговый дом (1896), аптеку, ряд каменных зданий.
В 1900 году пожертвовал 10 000 рублей на строительство церкви во имя Святой Троицы в Омске.
В городском и церковно-приходском училищах попечителем состоит павлодарский купец А. И. Деров, благодаря постоянным пожертвованиям которого в материальном отношении оба училища поставлены прекрасно: напр., одно здание для городоского училища обошлось г. Дерову в 30 слишком тысяч руб. и т. д. Вообще все павлодарские общественные учреждения—клуб, библиотека—возникли если не на средства (кажется, так), то при значительной помощи со стороны того же Дерова. Это самый известный человек в Павлодаре, и в разговоре о павлодарских делах имя Дерова вы, несомненно, услышите во всех подежах.Николай Яковлевич Коншин, От Павлодара до Каркаралинска. Путевые наброски
Наряду с благотворительной и меценатской деятельностью первым начал заниматься разработкой Экибастузского каменноугольного бассейна, построил железную дорогу от Воскресенской пристани (ныне город Аксу) до Экибастуза, осуществил её телефонизацию, начал выплавлять цветные металлы.
Занимался торговлей, горным промыслом. В 1903—1909 гг. после банкротства пытался создать новое общество. В 1910 году выехал в Москву.
В 1921 году умер в Москве.

## Награды и звания
- орден Святой Анны 3-й степени (1896)
- орден Святого Станислава 2-й степени (1897)
- золотая медаль «За усердие» (1889)

В 1902 году генерал-губернатор Степного края Сухотин присвоил ему звание «Коммерц-советник».

## Память
- В 1899 году в Павлодаре Телеграфную улицу переименовали во Владимирскую в честь родившегося в 1893 году сына Артемия Дерова[1].
- Его именем в 1991 году названа улица в Павлодаре, на выезде из города, рядом с Успенской трассой.